# 契丹滅後晉之戰
契丹滅後晉之戰，是一場發生於五代時期的戰事，該戰爭致使後晉滅亡。

## 起因
晉王李存勗，滅除後梁，建立後唐，其義兄李嗣源討伐鄴城之變，卻被亂兵擁立為君，存勗也因為內亂而死。嗣源死後，嗣源之子李從厚即位，開始削藩，李從珂被迫造反，最後稱帝。嗣源的女婿石敬瑭為河東節度使。其實，多年來李從珂與石敬瑭雖是親人（一個是李嗣源的義子，一個是李嗣源的女婿）與同事，但關係並不和睦，後來李從珂對石敬瑭起疑心，石敬瑭也暗謀自保。李從珂後來改授石敬瑭為天平節度使，並降旨催促赴任，石敬瑭便叛變。後唐於是派兵討伐，石敬瑭被圍，向契丹皇帝耶律德光求援。9月契丹軍南下，擊敗唐軍。石敬瑭在十一月受契丹帝冊封為大晉皇帝，認契丹君主耶律德光為父，稱父皇帝，自稱兒皇帝，然後向後唐都城洛陽進軍，末帝在937年1月自殺，後唐滅亡。石敬瑭滅後唐後，建立後晉，並在938年按約定將燕雲十六州獻給契丹。石敬瑭在位期間對契丹稱臣。
後來，石敬瑭去世，其兄子石重貴繼位，是為出帝。出帝继位后，石重貴依從景延廣，放棄石敬瑭時期對契丹恭順的政策，不肯向契丹称臣而稱孫，兩國關係开始惡化。契丹派遣乔荣来汴梁商议通商事宜，景延广力劝出帝将乔荣关到狱中，并夺取了乔荣从契丹带来的通商货物。还下令将晋国所有的契丹商人一律逮捕，收缴货物充公。其他大臣看到景延广这种挑衅行为，连忙上表，重申了契丹对晋国有大恩。石重贵觉得大臣们有理，于是放了乔荣，并送了厚礼，让他带回契丹。乔荣虽然十分憎恶景延广，但惮于他是晋国的宰相，离开前还是向他来辞行，景延广依旧十分无礼地对他说：“你回去告诉你家主子，不可再信赵延寿轻视中国的狂言，须知现在中国兵强马壮，爷爷想来战，孙儿可是有十万横磨剑等着你来！他日如果被孙儿所败，岂不是贻笑天下？到时候后悔就晚了！”乔荣心想，丢了货物，无法向耶律德光交差。于是要景延广写下他刚才说的话，說是方便他记下來，回去向耶律德光禀报。景延广十分狂傲，于是真提笔写好给了乔荣，乔荣回到上京将纸条给了耶律德光。耶律德光大怒，于是在幽州集结了五万大军准备南下攻打晋国。

## 經過

### 一征后晋
契丹944年1月開始入侵後晉，当时晋国内部困难重重，水灾、旱灾、蝗灾接二连三，晋国当时蝗灾是中国历史有记载地最严重的一次，饿死了数十万人，朝廷不但没有救灾，而且还加派人手继续盘剥百姓。晋国君臣听到契丹南下，都十分担忧，桑维翰多次请求出使契丹，但被景延广拒绝，出帝以为景延广有锦囊妙计，对景延广更是言听计从。其他的官员看到桑维翰进言都没有什么用途，就没有继续反对景延广。河东节度使刘知远知道景延广的行为一定会惹火烧身，但又不便力争，便在河东加紧募兵，日夜操练，在战乱中固收河东。
平卢军节度使杨光远因为不服石敬瑭，早就怀有二心，就上表给契丹，阐述了晋国的困境，说可以趁此一举可灭。耶律德光跃跃欲试，他给赵延寿五万人马，如果他能成功打下晋国，就封他为中原之主。赵延寿大喜，以赵思温的儿子赵延照为先锋，南下进入晋国，直逼贝州。此时出帝和百官同过上元节，突然接到了贝州的急报。起初，出帝不已为意，觉得贝州粮草充足，一定是贝州的守将吴峦虚报，后面得知贝州失守，吴峦被叛徒出卖，与契丹兵血战到死，把晋国的君臣吓得不轻，连忙应战。晋国连忙任命归德军节度使高行周为主将，带着符彦卿和王周等人，领兵三万，北上前来抵御契丹兵。石重贵觉得御驾亲征，任命李周为东京留守，带着景延广，带领禁军向北开伐，但军中的号令还是让景延广负责。出帝得到河东奏报，说契丹兵进入了雁门关，于是他让刘知远带兵防守，并且进兵幽州，想切断辽兵的归路，并且让成德军节度使杜重威前去支援。又得到滑州奏报，耶律德光已经来到了黎阳，出帝又派张彦泽前去黎阳。出帝又遣使给耶律德光，乞求修好，但是被耶律德光拒绝。
后出帝行兵到澶州，和此时屯兵在元城的耶律德光和屯兵南乐的赵延寿距离非常近。后刘知远在忻州大破契丹伟王的军队，斩首三千余人。之后博州举城投降了契丹，青州的杨光远见到博州已降，也起兵相应了耶律德光。带着辽军从马家口渡过了黄河。石重贵没了主意，让景延广定夺，于是景延广担心辽军和杨光远两面夹击，于是派李守贞和皇甫遇带兵万人沿河防守。刚刚安排停当，突然接到高行周等人的急报，他们说自己被契丹兵困在的戚城，请求救援，但景延广不想打乱自己的计划，于是并不救援，选择观望。但情况越来越紧急，景延广才告诉石重贵，石重贵大惊，打算亲自前去救援。 石重贵赶到时，高行周已经被辽军团团包围，高行周的儿子高怀德奋力厮杀，才让高行周突围。情况紧急，石重贵见状杀入敌军，高行周也回头向契丹兵厮杀，两军汇合，救出了符彦卿，辽军见到晋国援军已到，连忙鸣金收兵。
之后，李守贞到达马家口的时候，看到契丹兵正在修城，步兵修城，骑兵护卫，李守贞杀了过去，契丹顿时大乱而逃走，晋兵拿下了堡垒，斩杀了辽兵数千人，辽兵混乱，为了渡河又淹死了数千人，黄河东岸的辽兵见状也撤退了，之后晋兵抓获并斩杀辽将七十余人。位于晋国西南边的定难军节度使李彝殷上表说自己带兵四万，渡过黄河，前去牵制了辽军。耶律德光见到各方失利，却有不甘心退去，他生称自己向北退去，实际上在路上设置埋伏，张从恩见到契丹兵退去，上表请求追击，但是当时好几天下了大雨，契丹的伏兵在路上埋伏了半个月，也不见晋兵赶来，还精疲力尽。在赵延寿的建议下，耶律德光率领十万军队进兵澶州，耶律德光和石重贵亲自对阵，并且耶律德光把军队分成两部分，想要夹击晋军，晋军不动，等到辽军靠近，晋军中万箭齐发射向契丹兵，契丹兵前军死伤无数。耶律德光想从东面进攻， 晋兵也防守得当。耶德光见状无法取胜，于是向北退去。景延广担心耶律德光有诈，没有追击。耶律德光见到没有追兵，也安然退去，沿途烧光抢光，留赵延寿守贝州。辽军第一次南下，算是以失败告终。
战后，桑维翰上奏景延广专权，见死不救，于是出帝贬景延广为西京留守,并且升桑维翰为中书令，使得晋国严峻的国内形势得到了缓和。石重贵觉得自己击败了辽国，功劳甚大，改元开运，连日庆贺，不体谅民间疾苦。赵延寿后弃贝州，将府库和百姓的财物抢掠一空，向北遁去。

### 二征后晋
945年契丹再次南征，石重貴親征，再次擊敗契丹。

### 灭亡后晋
耶律德光指使赵延寿及瀛州刺史刘延祚诈降，诱后晋出兵接应。晋出帝认为契丹已经衰败，不辨真伪，不顾都城守备空虚，将禁兵大半都拨给了杜重威，即命杜重威、李守贞等会兵广晋(今河北大名东北)，企图取瀛州(今河北河间)、莫州(今河北任丘北州镇)，安定关南，进取幽州，荡平塞北。十一月，杜重威率兵30万抵瀛州，远远看见瀛洲的城门大开，杜重威表示怀疑，听说辽兵已经出城，让梁汉璋带两千追击辽军，梁汉璋受命前行，走到了南阳务，契丹将高模翰早已引兵潜出，梁汉璋受到埋伏战败身亡。杜重威不救，反倒退兵武强(今河北武强西南)。契丹军长驱南下，沿易州、定州向镇州推进。杜重威还欲南撤，遇张彦泽返镇州，乃转兵西行，至中渡桥(今河北正定东南滹沱河上)，契丹军已先于占领。张彦泽率骑争夺，把辽军挡在了中渡桥，契丹军焚桥，两军遂夹滹沱河而峙。
杜重威在河边修好营寨，闭门不战，每天只是在营中饮酒作乐，不谈军事，其他各军也陆续来到了镇州，但也是也杜重威饮酒作乐。耶律德光见他不出兵，料定他必然非常胆怯，于是让萧翰带兵暗中前往河流上流，绕道晋兵的后面想要阻断晋兵的归路抢占栾城(今河北栾城西)，扼晋军粮道。晋兵的运粮队伍也萧翰的队伍相遇，弃粮而逃，纷纷传扬契丹兵的厉害，导致军心惶恐。之后前方的军报向雪花一样飞向汴梁，于是出帝打算御驾亲征，但是被李彦韬劝阻。
晋将王清要求率兵两千前出开道，夺桥开路，想打通和镇州通路让粮道畅通。但杜重威心怀异志，不许大军增援，致使王清所部皆战死，辽军趁胜渡河，围住了晋兵的大营，晋兵主力陷入重围。杜重威派遣心腹，前往契丹的营中请降，耶律德光大喜，对杜重威承诺：“赵延寿威望不足，不足以为中原之主，你如果投降，朕就立你为帝”。杜重威大喜，让人将降表送到契丹大营，耶律德光下诏宽宥嘉奖，让他即日受降。第二天，杜重威便让军士出营列阵，军士们以为终于要出兵打仗了，各个摩拳擦掌，杜重威说道：“现在已经穷途末路，为你等留个生路，只好降敌了。”说着让军士们放下兵器，军士们听到，都惊谔不已，禁不住哭了起来，霎时间哭声震天。
946年12月，後晉將領杜重威、李守貞與張彥澤率軍向契丹投降，导致後晉主力盡失。后杜重威自告奋勇，带着耶律德光到镇州，劝守将王周投降，王周当即开门迎接。耶律德光率兵入城。之后派人前往代州，代州刺史王晖也举城投降。之后耶律德光派耿崇美去易州招降易州刺史郭璘。郭璘素来忠诚，每当辽兵入境，必然登城坚守，防守做的无懈可击，耶律德光每次南下都担心他截断归路，志在中原的耶律德光早想除之而后快。无奈易州将士纷纷投降，郭璘阻拦不住，只能痛斥耿崇美，耿崇美就怒杀了郭璘。易州投降后，义武军和安国军也纷纷投降。
耶律德光沿着邢州和相州南下直逼晋国的都城，耶律德光任命无奈投降的皇甫遇为前锋让他进兵汴梁，皇甫遇不肯，选择自杀。于是耶律德光改派张彦泽为先锋，带兵先到汴梁，并且任用傅住儿为都监一起前往。张彦泽星夜渡过白马津，来到了滑州。出帝的禁兵之前都给了杜重威，所以只好向在河东的刘知远求援， 但没等求援送到，张彦泽已经攻破城门，在攻打汴梁的内城。出帝让李彦韬带兵五百前去抵挡，但完全没有作用。公元947年，晋出帝无奈奉表报降，后晋灭亡。

## 遼的短暫統治及劉知遠建漢
石重贵投降后，耶律德光贬他为负义侯，将他迁往黄龙府。耶律德光占领了晋国全境，各州都上表归附，只有个别节度使不归附契丹，像是雄武节度使何重建，更是一刀杀了辽使，带着秦州、成州、阶州投靠了后蜀。耶律德光在汴梁向群臣承诺，从今以后，不买战马，不修兵甲，轻徭薄赋，好与天下共享太平，但是之后他只是每日纵酒享乐，不管百姓死活，赵延寿上奏给辽兵粮饷，耶律德光说大辽从前从无此例，让军队去打草穀，即劫掠的意思。于是辽军到处搜刮，导致内外积怨十分严重。遼軍佔領後晉領土後不久，劉知遠在太原稱帝，建立後漢。由於遼在中原的統治不得民心，遭受人民激烈抵抗，局勢動盪，耶律德光佔據黃河流域不足一年便被迫撤軍。劉知遠乘機攻取中原，定都汴京。

## 影響
擊滅後晉使遼朝或契丹的領土再南下一些，包括一部份燕雲十六州，影響中原王朝長達300年的穩定。